# Arcieparchia di Leopoli degli Ucraini

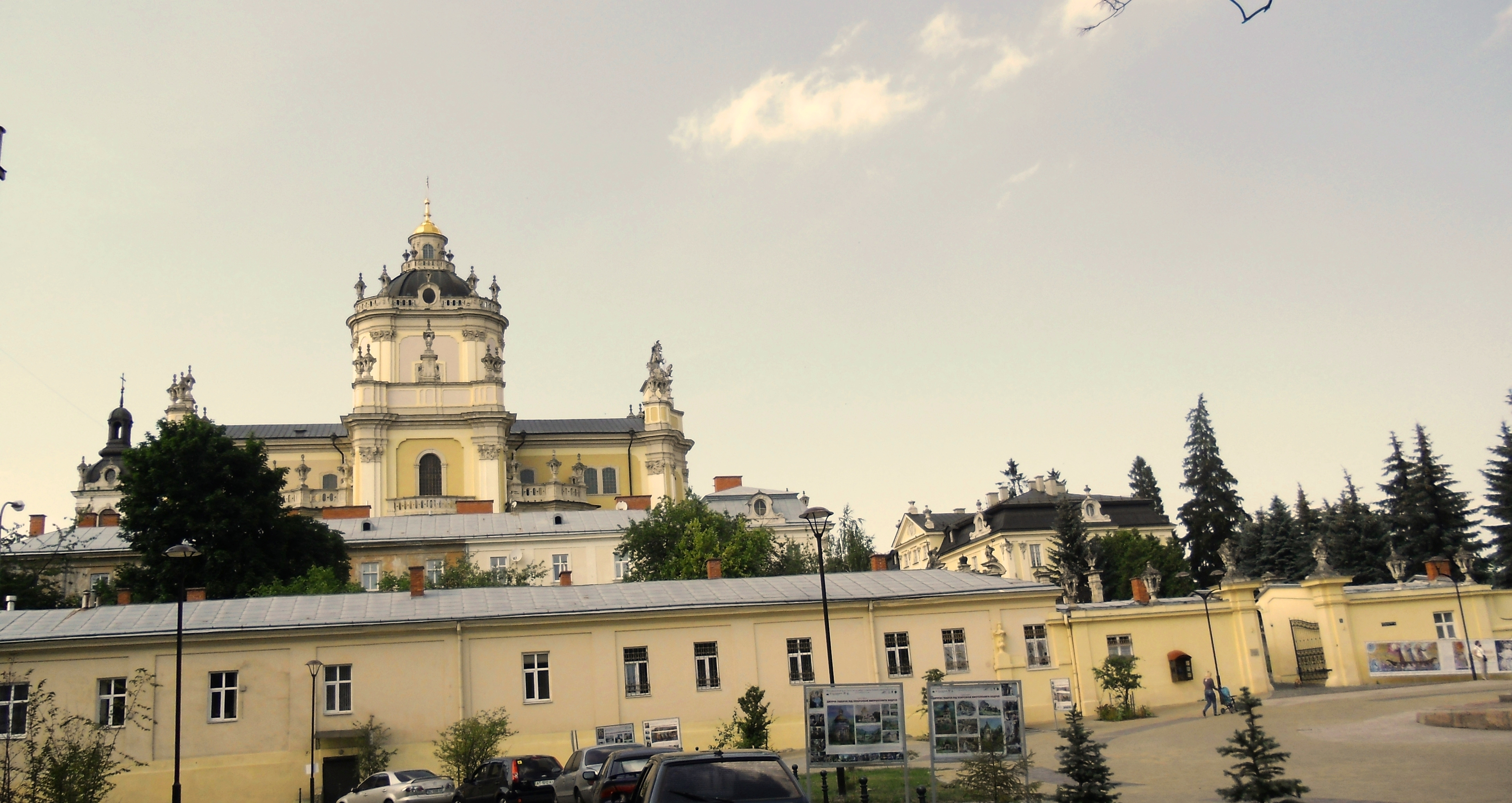
Cattedrale di San Giorgio di Leopoli

L'arcieparchia di Leopoli degli Ucraini (in latino: Archieparchia Leopolitana Ucrainorum) è una sede metropolitana della Chiesa greco-cattolica ucraina. Nel 2021 contava 732.484 battezzati su 1.051.835 abitanti. È retta dall'arcieparca Ihor Voz'njak, C.SS.R.

## Territorio
L'arcieparchia comprende parti dei distretti di Zoločiv, Leopoli e Javoriv, nella parte centrale dell'oblast' di Leopoli, corrispondenti alla città di Leopoli e agli ex distretti di Zoločiv, Pustomyty e Javoriv.
Sede arcieparchiale è la città di Leopoli, dove si trova la cattedrale di San Giorgio.
Il territorio si estende su 3.767 km² ed è suddiviso in 317 parrocchie.

## Storia
L'eparchia di Leopoli fu eretta nel 1539, come sede ortodossa continuatrice dell'eparchia di Halyč, che era stata eretta a metà del XII secolo ed elevata al rango di metropolia nel 1303, fino a quando il titolo metropolitico fu traslato a Kiev nel 1401.
L'eparchia di Leopoli non riconobbe l'Unione di Brest del 1596 e stabilì la piena comunione con la Chiesa cattolica solo nel 1700.
Il 22 febbraio 1807 per effetto della bolla In universalis Ecclesiae di papa Pio VII fu unita alla sede di Halyč ed elevata al rango di arcieparchia metropolitana, avente come suffraganee le eparchie di Chełm e di Przemyśl (oggi arcieparchia di Przemyśl-Varsavia). Con la stessa bolla il Papa concedeva il diritto di nominare gli arcieparchi all'imperatore.
Il 26 marzo 1885 cedette una porzione del suo territorio a vantaggio dell'erezione dell'eparchia di Stanislaviv (oggi arcieparchia di Ivano-Frankivs'k).
Il 9 e il 10 marzo 1946 le autorità sovietiche convocarono nella cattedrale di san Giorgio un falso sinodo («sinodo di Leopoli») in cui 216 sacerdoti furono costretti a sottoscrivere una revoca dell'Unione di Brest. L'attività della Chiesa greco-cattolica proseguì clandestinamente, per sfuggire alle deportazioni e alle torture con cui la Chiesa era perseguitata.
Il 23 dicembre 1963 fu eretto l'arcivescovato maggiore della Chiesa greco-cattolica ucraina e l'arcidiocesi divenne la sede propria dell'arcivescovo maggiore.
Il 20 aprile 1993 cedette porzioni del suo territorio a vantaggio dell'erezione delle eparchie di Sambir-Drohobyč, di Ternopil' e di Zboriv (queste ultime due oggi sono unite nell'arcieparchia di Ternopil'-Zboriv).
Il 25 novembre 1995 cedette un'altra porzione di territorio a vantaggio dell'erezione dell'esarcato apostolico di Kiev-Vyšhorod (oggi arcieparchia di Kiev).
Il 21 luglio 2000 cedette ancora porzioni di territorio a vantaggio dell'erezione delle eparchie di Sokal' (oggi eparchia di Sokal'-Žovkva) e di Stryj.
La sede dell'arcivescovato maggiore fu trasferita a Kiev il 29 agosto 2005; contemporaneamente l'arcieparchia di Leopoli divenne sede arcivescovile non metropolitana, con un ordinario proprio.
Il 21 novembre 2011 è stata ripristinata nel rango di arcieparchia metropolitana.

## Cronotassi dei vescovi
- Josyf Szumlański † (1700 - 1708 deceduto)
- Vasil' Szeptyckyj † (1708 - 5 aprile 1715 deceduto)
- Atanazy Szeptyckyj † (10 settembre 1715 - 17 agosto 1729 nominato arcieparca di Kiev)
- Leon Szeptyckyj † (9 marzo 1747 consacrato - 1º febbraio 1778 succeduto arcieparca di Kiev)
- Piotr Bielański † (30 ottobre 1779 - 29 maggio 1798 deceduto)
- Mykola Skorodyński † (28 ottobre 1798 - 23 maggio 1805 deceduto)
- Antoni Angelowicz † (16 marzo 1808 - 6 giugno 1814 deceduto)
- Mihail Lewicki † (8 marzo 1816 - 14 gennaio 1858 deceduto)
- Hryhorij Jachymowycz † (20 marzo 1860 - 29 aprile o 1º maggio 1863 deceduto)
- Spyrydon Lytvynovyč † (28 settembre 1863 - 4 giugno 1869 deceduto)
- Josyf Sembratowicz (Sembratovyc) † (27 giugno 1870 - 11 novembre 1882 dimesso[2])
- Sylwester Sembratowicz  † (27 marzo 1885 - 4 agosto 1898 deceduto)
- Julian Kuiłowski † (19 giugno 1899 - 4 maggio 1900 deceduto)
- Andrej Szeptycki, O.S.B.M. † (12 dicembre 1900 - 1º novembre 1944 deceduto)
- Josyp Slipyj † (1º novembre 1944 succeduto - 7 settembre 1984 deceduto)
- Myroslav Ivan Ljubačivs'kyj † (7 settembre 1984 succeduto - 14 dicembre 2000 deceduto)
- Ljubomyr Huzar † (25 gennaio 2001 - 29 agosto 2005 nominato arcieparca di Kiev)
- Ihor Voz'njak, C.SS.R., dal 10 novembre 2005

## Statistiche
L'arcieparchia nel 2021 su una popolazione di 1.051.835 persone contava 732.484 battezzati, corrispondenti al 69,6% del totale.
| anno | popolazione | popolazione | popolazione | presbiteri | presbiteri | presbiteri | presbiteri                | diaconi | religiosi | religiosi | parrocchie |
| anno | battezzati  | totale      | %           | numero     | secolari   | regolari   | battezzati per presbitero | diaconi | uomini    | donne     | parrocchie |
| ---- | ----------- | ----------- | ----------- | ---------- | ---------- | ---------- | ------------------------- | ------- | --------- | --------- | ---------- |
| 1943 | 1.300.000   | ?           | ?           | 1.004      | 1.004      |            | 1.294                     |         |           |           | 1.267      |
| 1997 | 1.607.000   | 1.826.700   | 88,0        | 555        | 483        | 72         | 2.895                     | 2       | 485       | 381       | 736        |
| 2000 | 857.053     | 1.783.400   | 48,1        | 285        | 251        | 34         | 3.007                     | 2       | 204       | 291       | 434        |
| 2001 | 650.000     | 1.122.700   | 57,9        | 316        | 262        | 54         | 2.056                     | 2       | 202       | 193       | 264        |
| 2002 | 655.000     | 1.120.000   | 58,5        | 329        | 273        | 56         | 1.990                     | 2       | 185       | 210       | 272        |
| 2003 | 650.000     | 1.068.209   | 60,8        | 329        | 271        | 58         | 1.975                     | 2       | 131       | 208       | 271        |
| 2009 | 755.821     | 1.068.400   | 70,7        | 399        | 319        | 80         | 1.894                     | 4       | 363       | 277       | 277        |
| 2013 | 675.224     | 966.529     | 69,9        | 468        | 375        | 93         | 1.442                     | 3       | 341       | 275       | 285        |
| 2016 | 812.523     | 1.068.773   | 76,0        | 489        | 390        | 99         | 1.661                     | 2       | 263       | 244       | 289        |
| 2019 | 795.700     | 1.063.500   | 74,8        | 487        | 395        | 92         | 1.633                     |         | 188       | 187       | 310        |
| 2021 | 732.484     | 1.051.835   | 69,6        | 495        | 403        | 92         | 1.479                     |         | 177       | 190       | 317        |